# 沃尔拉德·埃贝勒
沃尔拉德·埃贝勒（德語：Wolrad Eberle，1908年5月4日—1949年5月13日），德国男子田径运动员。他曾代表德国参加1932年夏季奥林匹克运动会田径比赛，获得男子十项全能铜牌。